# Château de Houska

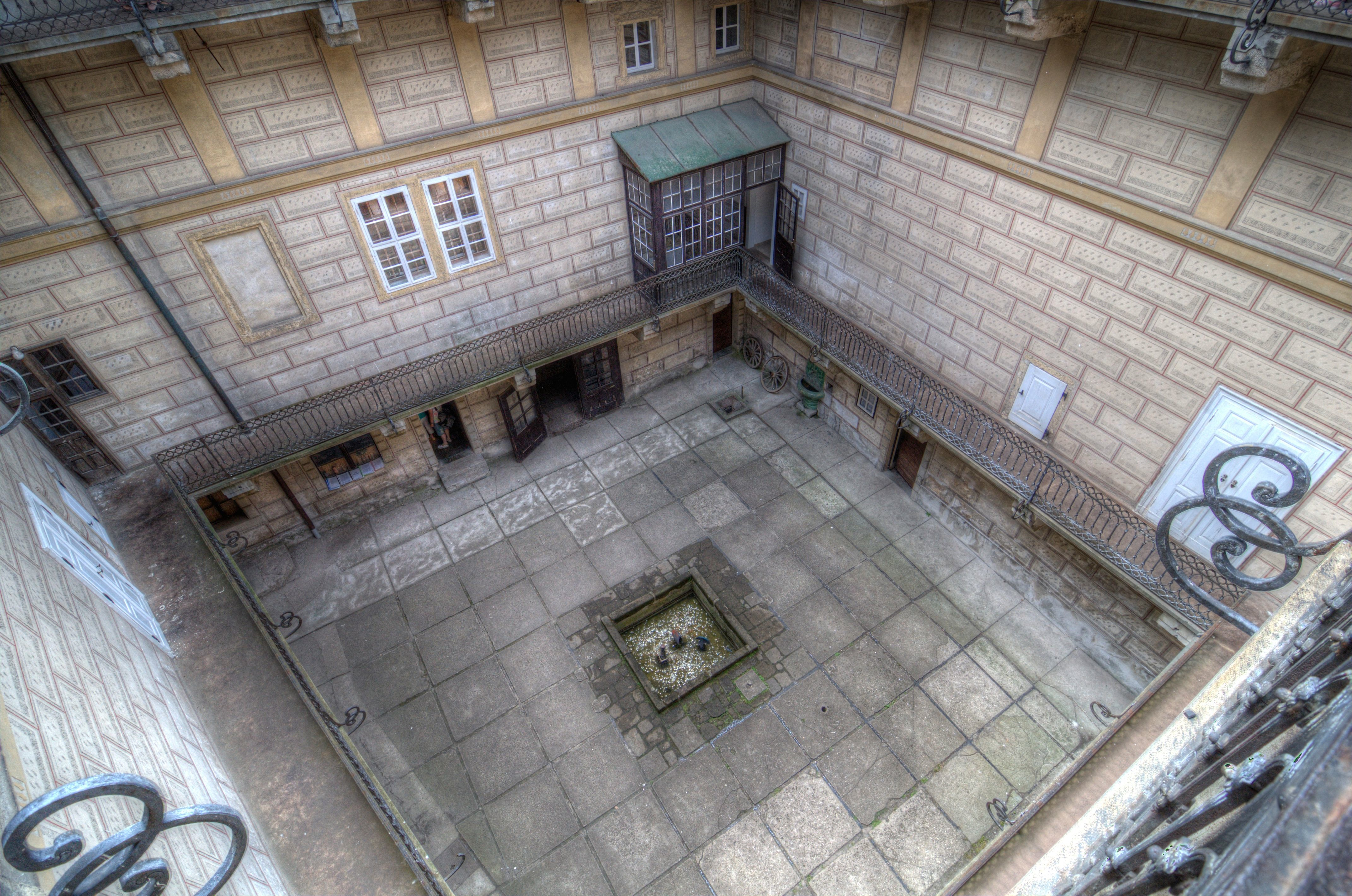
Puits de la cour intérieure scellé

Château Houska est un ancien château gothique, situé à 47km au nord de Prague, en République tchèque  (Houska 1, 471 62 Doksy). C'est l'un des châteaux les mieux conservés de l'époque.

## Description
Certaines caractéristiques notables du château comprennent une chapelle à prédominance gothique, une chambre verte avec des peintures gothiques tardives et un salon de chevalier.

## Folklore et légendes
Le folklore considère que ce château couvre l'une des portes de l'Enfer, construit pour empêcher les démons (piégés dans les niveaux inférieurs) d'atteindre le reste du monde.